# AXN (canal de televisió d'Espanya)
AXN (abreviació d'Action eXtreme Network) és un canal de televisió per subscripció espanyol d'origen estatunidenc, operat per Sony Pictures i propietat de Sony, que emet sèries i pel·lícules.

## Història
El canal va néixer el 5 de novembre de 1998 sota la marca internacional AXN. Aquest centra la seva programació en l'emissió de sèries internacionals d'èxit enfocadadas principalment al gènere d'acció i aventures, les quals es complementen els caps de setmana amb pel·lícules taquilleres (blockbusters), moltes d'elles de la seva productora Sony Pictures.
El canal va llançar el seu senyal en alta definició, anomenat AXN HD, al novembre de 2008.
El 5 d'octubre de 2015, el canal va renovar íntegrament la seva imatge corporativa (cortinetes, promos, logo, mosca, etc.) adaptant-la a una imatge molt més moderna i a l'avantguarda després de 17 anys d'emissions, amb la finalitat de rellançar la marca del canal a nivell mundial.

### Pas per la TDT
Un dia després de l'aprovació de la TDT de pagament pel Govern d'Espanya, Sony Pictures i Dahlia van acordar el llançament d'AXN en la TDT, en substitució del canal de la mateixa Sony anomenat Sony Entertainment Television, la qual cosa va ocórrer el 1r de maig de 2010 a través de la plataforma de Mediapro (en lloc de Dahlia). Finalment, després de 4 anys, el senyal de AXN en la TDT de pagament va deixar d'estar disponible el 30 d'abril de 2014, encara que va continuar la seva emissió en operadors de satèl·lit, cable i IPTV.
Cal destacar també que, el 5 de maig de 2014, va tancar la freqüència de TDT a través de la que emetia AXN. Aquest tancament es va deure a la sentència emesa pel Tribunal Suprem de Justícia d'Espanya, la qual va anul·lar les concessions d'emissió TDT per a nou canals (entre ells AXN), per haver estat atorgades sense el preceptiu concurs públic que regeix la Llei General de Comunicació Audiovisual. Per aquest motiu, AXN no va ser substituït per cap altre canal.

## Disponibilitat
El canal està disponible en la majoria de les plataformes de pagament, com Orange TV, Movistar Plus+ i Vodafone TV.

## AXN Now
És la plataforma de contingut sota demanda que té actualment AXN, operada per Sony Pictures Television, Sony Pictures i AXN TV.